# Das Semco System
Das Semco System ist der Titel eines Sachbuches und Managementsystems des brasilianischen Unternehmers Ricardo Semler, der Geschäftsführer und Mehrheitseigentümer des brasilianischen Maschinenbau-Unternehmens Semco S/A ist. Das Buch wird zur Managementliteratur gezählt, der komplette deutsche Titel lautet: Das Semco System – Management ohne Manager – Das neue revolutionäre Führungsmodell.
Die deutsche Fassung wurde von Michael Schmidt „aus dem Amerikanischen“ übersetzt und erschien als Taschenbuch mit 428 Seiten im Wilhelm Heyne Verlag München. Die Originalausgabe Virando a Própria Mesa (deutsch etwa „Verwandle Deinen Arbeitsplatz“), erstveröffentlicht 1993, wurde zum am meisten verkauften Sachbuch in der Geschichte Brasiliens und wurde in 23 Sprachen übersetzt. Der Titel der amerikanischen Ausgabe lautet: Maverick: The Success Story Behind the World's Most Unusual Workplace.
1990 wurde der Autor Ricardo Semler vom Wall Street Journal zum „Lateinamerikanischen Geschäftsmann des Jahres“ erkoren, 1990 und 1992 wurde er auch „Brasilianischer Geschäftsmann des Jahres“. Sein mittlerweile in der Größenordnung rund 3.000 Mitarbeiter zählendes Unternehmen Semco produziert Maschinen, aber in keinem definierten Geschäftsfeld, „um die Mitarbeiter nicht zu begrenzen“. Das Produktionsspektrum umfasste 2003 Industriellen Maschinenbau: Pumpen, Backmaschinen, Großklimaanlagen, das Unternehmen ist aber auch mit Facilitymanagement, Umweltberatung, Outsourcing von Personalabteilungen und Inventur-Controlling für große Warenhäuser tätig.
Seitdem Semler die Unternehmensstruktur umstellte, stieg der Umsatz rasant, die Fluktuationsrate bei Semco liegt nun unter einem Prozent. In den Jahren 1990 bis 1996 stieg der Umsatz des Unternehmens von 35 Millionen auf 100 Millionen US-Dollar. Bei gleichzeitiger Hyperinflation und Rezession in Brasilien stieg die Produktivität unter Semlers Leitung – nachdem er das Unternehmen von seinem Vater übernommen hatte – um das Siebenfache, der Umsatz um das Sechsfache und der Gewinn um das Fünffache. Die Arbeitsbedingungen führten dazu, dass das Unternehmen bald einen Überhang von 2.000 Bewerbungen hatte und die erste Stelle bei den Jobwünschen von Hochschulabsolventen in Brasilien einnahm.
Das Buch erklärt in 36 Kapiteln das Managementsystem im Unternehmen Semco, von der radikalen Demokratisierung der Unternehmensprozesse und Neudefinition der Unternehmensstrukturen von den Führungsaufgaben bis zur Produktion. Dabei wird der über Jahre dauernde Entwicklungsprozess in flüssigem biographischen Schreibstil detailliert beschrieben. Empowerment der Mitarbeiter und der Teams, Job-Rotation, Job-Enlargement und Job–Enrichment, eine Art Trainee-Programm, sowie Entbürokratisierung und flache Hierarchien kennzeichnen das Unternehmen (ohne dass diese fachsprachlichen Ausdrücke im Buch erwähnt werden). Schlagworte dazu sind laut Klappentext „Partizipation statt Hierarchien, Vertrauen statt Kontrolle, Mitbestimmung statt autoritärer Führung.“

## Inhalt
Der eingehend beschriebene Entwicklungsprozess des Unternehmens führte zu Verhaltensregeln des „revolutionären Führungsmodells“, die schlussendlich im Buch verdichtet zusammengefasst werden. In einem „Semco-Wörterbuch“ werden ähnlich wie in einem Glossar die herausragenden Bestandteile des Führungssystems dargelegt, in einem „Überlebens-Handbuch“ die einzelnen Regeln, die es bei Semco gibt.
Der Anhang des Buches führt noch einen Fragebogen mit 36 Punkten, mit dem Mitarbeiter bei Semco ihre Vorgesetzten bewerten (die Ergebnisse werden öffentlich ausgehängt) und einen Ratgeber „Die Semco-Kur gegen die Zeit-Krankheit“ zur Arbeitsorganisation am Schreibtisch, beim Telefonieren und bei Meetings.
Die vorliegende Aufstellung beschreibt die im Buch (Ausgabe 1995) angeführten Details, die sich im Managementprozess von Semco ständig änderten/ändern und laufend erarbeitet und angepasst wurden. Bei den Überschriften wurde die Originalformulierung (beispielsweise „Bosse“) übernommen.

### Das Semco-Wörterbuch

#### Ausbildung
Semco fordert die Mitarbeiter auf, nachzudenken, was sie in fünf Jahren arbeiten wollen und motiviert sie zu einer dahin führenden Ausbildung.

#### Bevormundung
Semco trennt strikt zwischen Arbeitsplatz und Privatleben. Darum gibt es im Unternehmen beispielsweise keinen Swimmingpool oder Fitnessraum. Eine Krankenversicherung wird angeboten, aber darum kümmern muss sich der Mitarbeiter selber. Die Mitarbeiter werden nicht an der Leine geführt, sondern als Erwachsene angesehen, die fähig sein müssen, Entscheidungen, ihre Arbeit und ihr Leben betreffend selbständig zu erledigen.

#### Bewertung von unten
Bevor eine Führungsposition besetzt wird, muss sich der Kandidat allen, die er leiten soll, in einem Vorstellungsgespräch vorstellen. Daraufhin wird er von ihnen bewertet, akzeptiert oder abgelehnt. Alle Semco-Manager werden alle sechs Monate von den, von ihnen geleiteten Kollegen anonym bewertet, die resultierenden Noten werden in den Betrieben öffentlich ausgehängt. Es ist zwar nicht offiziell geregelt, aber von jenen, die weniger als 80 der möglichen 100 Punkte erreichen, trennt sich Semco früher oder später.

#### Bosse
Mit der zunehmenden Demokratisierung der Arbeit sank der Bedarf an nötigen „Aufsehern“ und wurde deren Zahl reduziert. Dies nicht nur in der Produktion, sondern auch in der Verwaltung resp. bei Rechtsberatung, Buchhaltung und Marketing. Unter anderem wurden die Abteilungen Datenverarbeitung, Ausbildung und Qualitätskontrolle gänzlich abgeschafft, aber auch Speisesäle für leitende Angestellte oder reservierte Parkplätze.

#### Demokratie
Die repräsentative Demokratie im Unternehmen ist durch Werkskomitees und die Managerbewertungen stark verankert, bei wichtigen Entscheidungen, beispielsweise Werksverlegungen stimmen alle Mitarbeiter mit.

#### Familiensilber
Bei Stellenausschreibungen werden Mitarbeiter von Semco, sofern sie 70 % der Anforderungen erfüllen, automatisch in die engere Wahl genommen.

#### Fertigungszellen
Arbeitsplätze am Fließband wurden abgeschafft oder bei Betriebserweiterungen gar nicht erst eingeführt. Die Mitarbeiter stellen die Geräte komplett in Gruppenarbeit her, etwa eine ganze Waage, Geschirrspülmaschine, Mischmaschine oder eine andere Maschine der Erzeugungspalette. Das führt zu mehr Selbständigkeit und Verantwortung, das „macht sie glücklicher und unsere Produkte besser“. Die Fabrikarbeiter beherrschen mehrere Fachgebiete (beispielsweise Elektriker und Schlosser) und dürfen Rohmaterialien und Einzelteile selbst bei den Zulieferern einkaufen. Die Produktionsquoten werden oft von den Mitarbeitern selbst festgesetzt und sie entwickeln Verbesserungen ohne ein Bonifikationssystem.

#### Gehaltsspiegel
Vergleichswerte für Löhne und Gehälter werden von betroffenen Semco-Mitarbeitern (Fabrikarbeiter und Büroangestellte) selbst bei branchenähnlichen Unternehmen erhoben.

#### Gewinnbeteiligung
Ein Viertel der Unternehmensgewinne wird an die „Arbeiter“ ausbezahlt, die selbst demokratisch bestimmen, wer wie viele Anteile erhält.

#### Gleitzeit
Nicht nur Büroangestellte, sondern auch Fabrikarbeiter dürfen mit der Gleitzeit ihre Arbeitszeit selbst bestimmen. Auch wenn das zu Störungen innerhalb der Gruppenarbeit führen kann, regelt jede Gruppe solche Probleme intern für sich.

#### Größe
Bei Semco sollen sich alle Mitarbeiter untereinander kennen, um ihr Potential am besten entfalten zu können. Damit keine Entfremdung eintritt, werden Unternehmensbereiche, deren Mitarbeiterzahl eine kritische Größe von rund 150 überschreitet, prinzipiell aufgeteilt.

#### Großreinemachen
Zweimal im Jahr wird im Unternehmen ausgemistet, der Betrieb macht „für einen Nachmittag dicht“ und in den Büros werden überflüssige Akten weggeworfen, Fabrikarbeiter beseitigen Schrott und angehäuften Unrat, es ist „niemand davon ausgenommen und nichts davor sicher“.

#### Hepatitis-Urlaub
So nennt man bei Semco einen flexiblen Bildungsurlaub, der für jeden Mitarbeiter alle ein bis zwei Jahre für Wochen oder Monate möglich ist, um sich neue Kenntnisse oder Fertigkeiten anzueignen, um den Arbeitsplatz umzugestalten oder nur um neue Kräfte zu sammeln. Benannt nach dem Zwangszustand, wenn jemand Hepatitis bekäme und sich zwei Monate davon erholen müsste.

#### Hilfspersonal
Unbeliebte Jobs ohne Aufstiegschancen wurden bei Semco abgeschafft, so etwa sämtliche Empfangsdamen, Sekretärinnen und persönliche Assistenten. Wer einen Kaffee oder frischen Fruchtsaft haben will, bereitet und holt ihn sich selber und wäscht auch danach das Geschirr ab. Briefe und Berichte werden selbst getippt, Kopien selbst erstellt und Besucher selbst abgeholt.

#### Kerntruppe für technische Innovation
In dieser Gruppe arbeiten vor allem Kreative, Tüftler und Bastler, sie sind von den täglichen Produktions- oder Verwaltungsaufgaben freigestellt. Sie können und sollen sich ausschließlich der Aufgabe widmen, Produkte, Marketing-Strategien oder Geschäftszweige zu verbessern oder neu zu entwickeln oder dies bei Methoden zur Leistungssteigerung und Einsparung von Kosten zu tun.

#### Korruption
Leute, auch amtliche Inspektoren, die Semco erpressen wollen, werden angezeigt. Das führte zwar zu einer Menge Ärger mit deren Kollegen, aber Semco will weder den Mitarbeitern noch den Kunden signalisieren, dass Unlauterkeit toleriert wird.

#### Kreisförmige Organisation
Das vorher pyramidal aufgebaute Managementsystem mit zwölf Hierarchieebenen wurde auf eine Organisationsstruktur aus drei fließenden konzentrischen Kreisen (im Unternehmen gibt es kein Organigramm) zurückgestutzt, darin gibt es Funktionen, die in vier verschiedenen Titeln manifestiert sind:
- Mitglieder des Verwaltungsrates koordinieren die allgemeinen Richtlinien und Strategien,
- Partner leiten die Unternehmensbereiche,
- Koordinatoren und Vorarbeiter, wobei Erstere üblicherweise die erste Managementebene in Abteilungen wie Marketing, Vertrieb und Produktion leiten und Vorarbeiter dies in den Bereichen Montage und Technik,
- und die übrigen Kollegen.

Semler vergleicht die Organisationsform mit dem Zustand, als die Frühmenschen noch Jagd machten: Den Weg gab ein Anführer vor, wer das Wild entdeckte, galt als Späher, und wer es am ehesten erlegen konnte, als Schütze.

#### Management durch Herumwandern
Semco bevorzugt Büros ohne Wände, nichts soll die Mitarbeiter voneinander trennen, manchmal werden ganz bewusst einzelne Abteilungen vermischt. Arbeitsplätze werden durch „einen Wald aus lauter Pflanzen voneinander getrennt“. Es gibt keine Kleidungsvorschriften, und wenn ein Kollege sich in eine Zeitung vertieft, stört das auch nicht, solange er seinen vereinbarten Job sonst zufriedenstellend macht.

#### Natürliches Unternehmen
Mit diesem Begriff beschreibt Semler die Reduktion der Unternehmensorganisation auf das Wesentliche „zu produzieren, zu verkaufen, Rechnungen auszustellen und das Geld einzutreiben“. Was schicke Büromöbel, eine Betriebsküche, Speisesäle für leitende Angestellte und sonstige überflüssige Vergünstigungen und Privilegien, „die das Ego kitzeln aber die Bilanz belasten“ ausschließt. Die Mitarbeiter werden als Partner des Unternehmens gesehen, sie dürfen selbst entscheiden, in welcher Klasse sie im Flugzeug fliegen oder wie viele Sterne ihr Hotel haben muss.

#### Risikogehalt
Ungefähr ein Drittel des Semco-Personals kann dieses freiwillige Programm wählen. In einem schlechten Jahr erhalten die darin eingebundenen Mitarbeiter nur 75 % ihres Gehalts ausgezahlt, in einem guten Jahr 150 % des normalen Einkommens. Damit lassen sich die Personalkosten in einem gewissen Rahmen den Gewinnen und Verlusten anpassen.

#### Satelliten-Programm
Eine Methode des Outsourcings von Herstellungsprozessen. Anstatt Geschäfte mit Fremdfirmen zu tätigen, werden Start-ups von Firmenmitarbeitern mit Beratung, Aufträgen und auch mit der günstigen Überlassung von Produktionsmaschinen gefördert. Dabei werden die Mitarbeiter zu Geschäftspartnern gemacht.

#### Schlagzeilenmemo
Die Länge sämtlicher Aktennotizen ist ohne Ausnahme auf eine Seite begrenzt, wobei auch eine schlagzeilenähnliche Überschrift erwartet wird, die die Sache auf den Punkt bringt.

#### Selbstbestimmtes Einkommen
Beinahe 25 % der Mitarbeiter bzw. die meisten der Koordinatoren setzen ihr Gehalt selber fest (das dann wie jedes Gehalt bzw. jeder Lohn am schwarzen Brett veröffentlicht wird). Selten wird eine mehr als zehnprozentige Steigerung gewünscht.

#### Sicherheit des Arbeitsplatzes
Semco gab – im Gegensatz zu anderen Großunternehmen – nie ein Versprechen auf einen sicheren Arbeitsplatz und musste daher nie so ein Versprechen brechen.

#### Stellenrotation
Etwa ein Viertel der Manager tauscht seine „Jobs“ untereinander, und dies wird vom Unternehmen gefördert, da keiner länger als fünf Jahre einen bestimmten „Job“ erledigen soll. Diese Stellenrotation
- zwingt die Leute etwas Neues zu lernen,
- verhindert den Aufbau von Machtbereichen,
- die Mitarbeiter bekommen ein umfassenderes Bild vom Unternehmen und von den Problemen ihrer Kollegen,
- an einem Arbeitsplatz ist meist mehr als eine Person eingearbeitet
- und es bietet zusätzliche Entfaltungsmöglichkeiten, die in einer strengen Hierarchie mitunter nicht so gegeben sind.

#### Streiks
Streiks sind in Brasilien üblich,
- aber alle Beteiligten werden wie erwachsene Menschen behandelt,
- es wird von beiden Seiten niemand bestraft, wer einen Streik (unter)bricht.
- Die Streikenden werden nicht namentlich erfasst,
- die Polizei wird nie gerufen
- und keine Streikkette gewaltsam durchbrochen,
- es bleiben alle Vergünstigungen aufrecht,
- es wird keiner aus der Fabrik hinausgesperrt,
- es gibt während Streiks oder danach keine Entlassungen.

#### Transparenz
Praktisch alle Informationen über das Unternehmen werden veröffentlicht: Gehälter, Strategien, Produktionsstatistiken und Gewinnspannen. Für Arbeiter werden Kurse veranstaltet, damit diese die Finanzdokumente (Bilanzen, Gewinn- und Verlustrechnung) verstehen lernen. Die Manager beantworten alle Anfragen und Mitarbeiter bekommen keine Probleme, wenn sie Daten an die Presse weitergeben.

#### Verloren im Weltall
Unter den Auszubildenden werden einige ausgesucht und an die lange Leine genommen. Diese dürfen in den ersten zwölf Monaten in mindestens zwölf Abteilungen arbeiten, bevor sie sich für eine bestimmte Abteilung entscheiden.

#### Vorschriften
Die Hauptregel ist Gebraucht Euren gesunden Menschenverstand. Sonstige Regeln wie Kleiderordnungen oder für Reisetätigkeiten und auch die interne Qualitäts-Prüfstelle wurden abgeschafft. Es gibt ein Regelwerk, das hier weiter unten wiedergegeben wird.

#### Werkskomitees
In direkter Demokratie wählen bestimmte Gruppen von Mitarbeitern unterhalb der Manager-Ebene, beispielsweise Büropersonal, Maschinisten, Lagerarbeiter, Wartungskräfte, technische Zeichner und sonstige Mitarbeiter, Repräsentanten für Komitees. Die Topmanager besprechen mit den Komitees in regelmäßigen Abständen sämtliche Arbeitsplatzprobleme und unternehmenspolitischen Fragen. Die Komitees dürfen die Geschäftsbücher prüfen, die Managementanordnungen in Frage stellen oder Streiks ausrufen.

#### Zu Hause arbeiten
Die Mitarbeiter werden ermutigt zu Hause zu arbeiten: „Damit lassen sich Konzentration und Produktivität steigern, und es macht die Menschen auch flexibler.“.

### Das Überlebens-Handbuch
Die einzigen Regeln, die es bei Semco gibt.

#### Organigramm
Führer wird man nur aufgrund der Achtung der Geführten. Ein Organigramm des Unternehmens existiert absichtlich nicht.

#### Einstellung
Die Mitarbeiter eines Bereichs haben das Recht Neueinzustellende oder Personen, die befördert werden, zu befragen und zu bewerten.

#### Arbeitszeit
Jeder Mitarbeiter ist selbst dafür verantwortlich, die flexiblen Arbeitszeiten festzulegen und einzuhalten. Nicht alle Menschen arbeiten im Laufe des Tages und sonst gleich schnell und Semco kommt dem entgegen.

#### Arbeitsplatz
Jeder Mitarbeiter kann, in Rücksicht auf die Gruppe, seinen Arbeitsplatz so gestalten, wie er möchte, mit Pflanzen, Wandfarbe, Einrichtung, Maschinen oder Dekoration.

#### Kleidung und Aussehen
Wie jemand gekleidet ist oder aussieht, hat bei Semco keinen Einfluss darauf, ob die Person eingestellt oder befördert wird. Kleidung und Aussehen spielen keine Rolle.

#### Autorität
Auch bei Semco gibt es hierarchische Autorität, aber Machtmissbrauch jeder Art, jeder Versuch der Unterdrückung von Untergebenen oder ihre Unsicherheit oder Angst bei der Arbeit als Druckmittel zu nutzen, wird nicht geduldet.

#### Gewerkschaften
Arbeitnehmer können sich einer Gewerkschaft anschließen und sie werden deswegen nicht verfolgt. Trotz gelegentlicher Gegensätze und Probleme herrscht beiderseitige Achtung und man bleibt immer im Gespräch.

#### Streiks
Streiks gelten als ein legitimes demokratisches Mittel und bei Semco als etwas ganz normales. Niemand wird wegen Streiks verfolgt, solange diese transparent bleiben. Wer wegen eines Streiks von der Arbeit fernbleibt gilt als entschuldigt, das Fehlen zieht keine Konsequenzen nach sich.

#### Wandel
Semco hält Wandel für gesund und positiv, auch wenn gelegentlich größere Veränderungen erfolgen.

#### Aktive Beteiligung
Die Meinung aller Mitarbeiter ist interessant, auch wenn sie niemand gefragt hat. Die Mitarbeiter sollen sich nicht zurücklehnen, sondern ihre Meinung frei äußern und sich an allen Wahlen und Abstimmungen beteiligen und sich um ein Weiterkommen bemühen. Seien Sie nicht bloß ein x-beliebiger Mitarbeiter.

#### Werkskomitee
Die Mitarbeiter werden durch die Werkskomitees gegenüber der Geschäftsleitung vertreten und haben ein Anrecht und Garantie dazu und sollen deren Arbeit auch mitverfolgen. Konflikte mit den Werkskomitees sind für die Geschäftsleitung dabei gesund und notwendig.

#### Bewertung durch Untergebene
Zweimal im Jahr werden „die Bosse“ von den Untergebenen beurteilt, das soll offen und ehrlich erfolgen.

#### Arbeitsplatzsicherheit und Alter
Jeder der das 50. Lebensjahr überschritten hat und mehr als drei Jahre bei Semco ist, genießt einen besseren Entlassungsschutz und damit mehr Sicherheit. Erst nach einer Anzahl von Anhörungen darf eine Entlassung, die auch bei Semco vorkommt, ausgesprochen werden.

#### Vorschläge
Jeder soll und darf Meinungen, Vorschläge, und Anregungen vorbringen, ein Belohnungssystem gibt es aber dafür nicht.

#### Die Semco-Frau
Bei Semco gibt es verschiedene Programme, die auch in Brasilien existierenden geringeren Beschäftigungs-, Aufstiegs- und finanziellen Möglichkeiten für Frauen zu verbessern.

#### Urlaub
Niemand ist unersetzbar. 30 Tage Urlaub im Jahr für jeden ist für Ihre Gesundheit genauso wichtig wie für das Wohlergehen des Unternehmens. Urlaubstage können nicht für später angesammelt werden.

## Zitat
Ricardo Semler: Das Semco System – Management ohne Manager – Das neue revolutionäre Führungsmodell. Heyne Business, 1993, S. 20: „Wir haben nichts anderes beseitigt als das blinde, irrational autoritäre Gehabe, das sich produktivitätsmindernd auswirkt“